# 트래비 매코이
트래비 매코이(Travie McCoy, 1981년 8월 6일 ~ )는 미국의 가수이다. 랩 록 밴드 짐 클래스 히어로즈의 보컬이다.